# فردریک ارملر
فردریک ارملر (روسی: Эрмлер, Фридрих Маркович؛ ۱۳ مهٔ ۱۸۹۸ – ۱۲ ژوئیهٔ ۱۹۶۷) یک هنرپیشه، کارگردان، و فیلم‌نامه‌نویس اهل لتونی بود. وی همچنین برنده جوایزی همچون نشان لنین و جایزه هنرمند مردمی اتحاد جماهیر شوروی شده است. فیلم او نقطه بازگشت، برنده نخل طلایی ۱۹۴۶ جشنواره فیلم کن شده است.